# The Unpardonable Sin (film 1919)
The Unpardonable Sin è un film muto del 1919 diretto da Marshall Neilan. Tratto dal romanzo The Unpardonable Sin del maggiore Rupert Hughes, racconta una vicenda ambientata durante la prima guerra mondiale. Il film è interpretato e prodotto da Blanche Sweet che si sarebbe poi sposata con Neilan.

## Produzione
Prodotto dalla Blanche Sweet Productions e dalla Harry Garson Productions.

## Distribuzione
Distribuito dalla Harry Garson Productions, il film uscì nelle sale statunitensi nell'aprile 1919